# Carine Russo
Pour les articles homonymes, voir Russo.
 (novembre 2015).
Si vous disposez d'ouvrages ou d'articles de référence ou si vous connaissez des sites web de qualité traitant du thème abordé ici, merci de compléter l'article en donnant les références utiles à sa vérifiabilité et en les liant à la section « Notes et références ».
Carine Russo est une femme politique belge née à Liège le 1er mai 1962. Elle est membre du parti Ecolo.
Elle est également la mère de Mélissa Russo, l'une des victimes de Marc Dutroux.

## Biographie
Carine Russo est fille d'un père, emprisonné par les Allemands alors qu'il n'avait pas 20 ans et de mère infirmière et déléguée syndicale. À 2 ans, son frère aîné âgé de 5 ans décède lors d'un accident de la route.

### Affaire Dutroux
Le 7 août 1982, elle épouse Gino Russo. De leur union naitra, le 11 septembre 1986, Mélissa qui sera enlevée le 24 juin 1995 par Marc Dutroux.
Avec les parents de Julie, Carine et Gino ont créé l'association sans but lucratif (ASBL) Julie-Mélissa, qui a, des années durant, travaillé le dossier judiciaire et organisé le soutien de l'opinion. Le 20 octobre 1996, Carine Russo coorganise avec d'autres parents d'enfants disparus la Marche blanche à Bruxelles.
Elle sera reprise par Time Magazine dans sa liste de European Heroes en 2003.

### Vie politique
Lors des élections fédérales du 10 juin 2007, elle se présente sur la liste Ecolo pour le Sénat, où elle récolte 57.747 voix. Elle ne sera pas directement élue, mais cooptée sénateur. Le 11 septembre 2009, elle renonce à son mandat pour des raisons de santé et des difficultés d'adaptation à la vie parlementaire.